# Luna Mijović
Luna Mijović, właśc. Luna Zimić Mijović (ur. 2 grudnia 1991 w Sarajewie) – bośniacka aktorka. 

## Życiorys
Urodziła się w Sarajewie, a mieszkała w Rosji i Słowenii. Jest córką Vlastimira Mijovicia dziennikarza "Oslobodenje" jednej z największych gazet w Bośni i dziennikarki Amry Zimić-Mijović. Ma młodszą o 2 lata siostrę Danję. Zadebiutowała w nagrodzonym Złotym Niedźwiedziem filmie Jasmili Žbanić "Grbavica", gdzie wcieliła się w rolę Sary.

## Wybrana filmografia
- 2006 Grbavica - Sara
- 2008 Ich träume nicht auf Deutsch - Lejla
- 2012 Powtórnie narodzony - Danka
- 2013 Ostatni gasi światło - Mia
- 2010 Na putu - Dija
- 2010 Circus Fantasticus
- 2013 Traumland - Mia
- 2015 Youth - La giovinezza - Young Masseuse